# Нето, Зак
Закари Адам Нето (англ. Zachary Adam Neto; 31 января 2001, Майами, Флорида) — американский бейсболист, шортстоп клуба Главной лиги бейсбола «Лос-Анджелес Энджелс». На студенческом уровне играл за команду университета Кэмпбелла. На драфте Главной лиги бейсбола 2022 года был выбран в первом раунде под общим тринадцатым номером. Первый игрок драфта 2023 года, дебютировавший в Главной лиге бейсбола.

## Биография
Зак Нето родился 31 января 2001 года в Майами. Один из трёх детей в семье. Учился в старшей школе Майами-Корал-Парк, выступал за её бейсбольную команду на позициях шортстопа, питчера и аутфилдера. По итогам школьной карьеры показатель отбивания Нето составил 40,7 %, он принимал участие в матче всех звёзд Флориды. В 2020 году он поступил в университет Кэмпбелла в Буиз-Крике в Северной Каролине. В том же сезоне он дебютировал в бейсбольном турнире NCAA, сыграв в трёх матчах питчером и на третьей базе.
В 2021 году Нето стал игроком основного состава «Кэмпбелл Файтин Кэмелс», проведя 44 игры на первой, второй и третьей базах, шортстопом и питчером. По итогам сезона с показателем отбивания 40,5 % он занял тринадцатое место в NCAA. Как питчер он одержал четыре победы при пропускаемости 3,43. По итогам года Нето был признан лучшим бейсболистом конференции Big South. В 2022 году он играл только на месте шортстопа, проведя в стартовом составе 53 матча. По всем атакующим статистическим показателям он вошёл в десятку лидеров NCAA и стал первым в конференции. Второй сезон подряд его признали лучшим игроком Big South, он был включён в сборную звёзд сезона по версии издания Perfect Game. На драфте Главной лиги бейсбола 2022 года «Лос-Анджелес Энджелс» выбрали Нето в первом раунде под общим тринадцатым номером. Он стал самым высоко задрафтованным игроком в истории университета и конференции.
Перед стартом сезона 2023 года Нето занимал 84 место в рейтинге лучших молодых бейсболистов по версии ESPN. Чемпионат он начал на уровне АА (англ.) в Южной лиге (англ.) в составе «Рокет-Сити Трэш Пандас» (англ.). Сыграв за команду всего семь игр с показателем отбивания 32,2 % и тремя выбитыми хоум-ранами, он был вызван в основной состав «Энджелс» вместо неудачно начавшего сезон Дэвида Флетчера. Нето стал первым задрафтованным в 2022 году игроком, достигшим уровня Главной лиги бейсбола.